# Elastica
Elastica is een voormalige Britse band uit de jaren negentig rond zangeres/gitariste Justine Frischmann. 

## Biografie

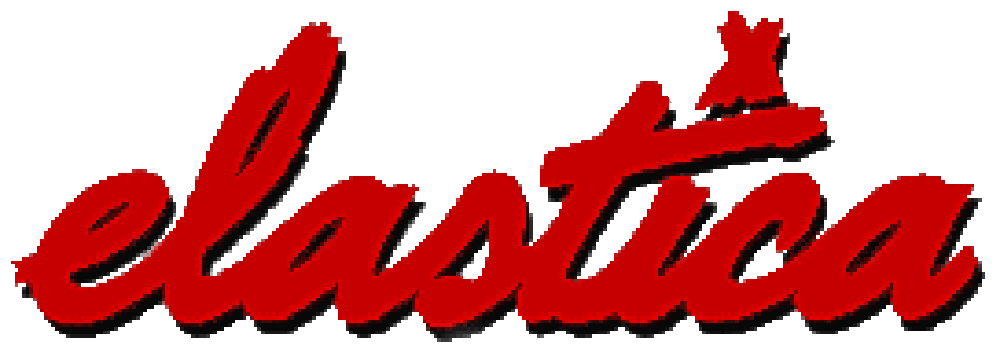
Logo

Frischmann, dochter van een Hongaarse vader en een Russische moeder, begon als gitariste/mede-oprichtster van de band Suede (een naam die zij had bedacht) en had een relatie met zanger Brett Anderson. Na de komst van gitarist Bernard Butler in de band en Blur-frontman Damon Albarn in haar leven vertrok ze en formeerde ze The Spitfires met ex-Suede-drummer Justin Welch. Gecompleteerd door bassiste Annie Holland en gitariste/zangeres Donna Matthews maakte de band in 1993 een doorstart als Elastica. Elastica trok de aandacht met korte punk-/new-wave-achtige singles en werd al snel een van de grote namen in de oprukkende Britpopscene. In 1994 verscheen het debuutalbum met nieuwe versies van de singles; Albarn verleende een gastbijdrage onder het pseudoniem Dan Abnormal. De laatste single, Waking Up, viel op door de naaktclip (afgeleid van Sweet Harmony van The Beloved) en het No More Heroes-achtige arrangement; vandaar dat The Stranglers met een rechtszaak dreigden.
Gedurende 1995 was Elastica op wereldtournee; Holland kon dit zware schema niet aan en haakte in de zomermaanden af. Seila Chipperfield nam haar plaats in. De tournee eindigde in januari 1996 in Australië met een concert op het prestigieuze Big Day Out-festival; bij terugkeer zag Frischmann haar relatie op de klippen lopen en hield ze zich enige tijd op de vlakte. Matthews echter ontpopte zich als een feestbeest met alle drank en drugs op de koop toe. Hierdoor verliepen de opnamen voor het tweede album uiterst moeizaam en werd Matthews eind 1998 uit de band gezet; daartegenover stond dat Holland terugkeerde na drie jaar lang sandwichborden te hebben geschilderd. 
In 1999 bracht Elastica, nu uitgebreid met gitarist Paul Jones en toetseniste/zangeres Mew, een ep met de laatste zes van de twintig demonummers; het album was klaar, maar werd na een korte inspeeltournee opnieuw opgenomen in een veel korter tijdsbestek.
The Menace (met wederom een gastbijdrage van Albarn, ditmaal als Norman Balda) verscheen in februari 2000, maar de muziekscene was veranderd en niet in het voordeel van de band. In 2001 besloot Frischmann om Elastica op te heffen; als afscheid werd de single The Bitch Don't Work uitgebracht.
Speciaal voor Record Store Day 2017 werd het debuutalbum heruitgebracht in een door de bandleden zelf geremasterde versie. Een echte reünie zit er vooralsnog niet in.